# Lúa vermella
Lúa vermella és una pel·lícula gallega dirigida per Lois Patiño que es va estrenar el 2020 al Festival Internacional de Cinema de Berlín, dins de la secció Forum. La seva estrena era prevista pel 30 d'abril. És la segona pel·lícula de Patiño set anys després de l'estrena de Costa da Morte (2013).

## Argument
La història ens porta a un poble costaner on el temps s'ha aturat. Tots els habitants estan paralitzats, mentre la natura i els animals continuen movent-se.

## Repartiment
- Ana Marra
- Carmen Martínez
- Pilar Rodlos
- Rubio de Camelle

## Producció
El rodatge va tenir lloc entre la comarca da Terra de Lemos i la Costa da Morte.